# Matt Thomas
Matt Thomas, né le 4 août 1994 à Decatur dans l'Illinois, est un joueur américain de basket-ball évoluant au poste d'arrière.

## Biographie
Thomas n'est pas drafté en 2017. Il part jouer en Espagne et lors de la saison 2018-2019, il remporte l'EuroCoupe 2018-2019 avec Valence BC. Le 2 juillet 2019, il signe un contrat de trois saisons avec les Raptors de Toronto,.
Le 25 mars 2021, il est envoyé au Jazz de l'Utah contre un futur second tour de draft. Thomas est licencié le 1er août 2021.
Thomas est recruté par les Bulls de Chicago en septembre 2021.

## Records sur une rencontre en NBA
Les records personnels de Matt Thomas en NBA sont les suivants, :
| Type de statistique        | Saison régulière | Saison régulière                | Saison régulière | Playoffs | Playoffs            | Playoffs         |
| Type de statistique        | Record           | Adversaire                      | Date             | Record   | Adversaire          | Date             |
| -------------------------- | ---------------- | ------------------------------- | ---------------- | -------- | ------------------- | ---------------- |
| Points                     | 22               | @ Bucks de Milwaukee            | 10 août 2020     | 12       | @ Nets de Brooklyn  | 23 août 2020     |
| Paniers marqués            | 9                | @ Bucks de Milwaukee            | 10 août 2020     | 5        | @ Nets de Brooklyn  | 23 août 2020     |
| Paniers tentés             | 17               | @ Bucks de Milwaukee            | 10 août 2020     | 6        | 2 fois              | 2 fois           |
| Paniers à 3 points réussis | 5                | Pacers de l'Indiana             | 23 février 2020  | 2        | 2 fois              | 2 fois           |
| Paniers à 3 points tentés  | 8                | 3 fois                          | 3 fois           | 4        | Celtics de Boston   | 7 septembre 2020 |
| Lancers francs réussis     | 4                | Nets de Brooklyn                | 12 janvier 2022  | -        | -                   | -                |
| Lancers francs tentés      | 6                | Nets de Brooklyn                | 12 janvier 2022  | -        | -                   | -                |
| Rebonds offensifs          | 2                | 2 fois                          | 2 fois           | 1        | @ Celtics de Boston | 5 septembre 2020 |
| Rebonds défensifs          | 6                | 3 fois                          | 3 fois           | 4        | Celtics de Boston   | 7 septembre 2020 |
| Rebonds totaux             | 6                | 3 fois                          | 3 fois           | 4        | Celtics de Boston   | 7 septembre 2020 |
| Passes décisives           | 4                | Pelicans de La Nouvelle-Orléans | 23 décembre 2020 | 3        | Nets de Brooklyn    | 17 août 2020     |
| Interceptions              | 3                | Nets de Brooklyn                | 8 février 2020   | 1        | Nets de Brooklyn    | 17 août 2020     |
| Contres                    | 1                | 4 fois                          | 4 fois           | 1        | @ Nets de Brooklyn  | 21 août 2020     |
| Balles perdues             | 3                | Grizzlies de Memphis            | 27 mars 2021     | 1        | Celtics de Boston   | 7 septembre 2020 |
| Minutes jouées             | 37               | @ Bucks de Milwaukee            | 10 août 2020     | 25       | @ Nets de Brooklyn  | 23 août 2020     |

- Double-double : 0
- Triple-double : 0

Dernière mise à jour : 16 août 2022